# Kloveniersburgwal
Le Kloveniersburgwal est un canal secondaire qui relie Nieuwmarkt et l'Amstel dans l'arrondissement Centrum de la ville d'Amsterdam aux Pays-Bas.

## Historique
Le Kloveniersburgwal a été creusé à la fin du XVe siècle à partir de la Sint Antoniespoort (devenue le Waag) en direction du sud, où il se jette dans l'Amstel. Un mur d'enceinte comportant trois petites tours et une tour principale (le Swiygh Utrecht) a été construit le long du canal du côté de la ville (à l'ouest). Autrefois, des jardins et vergers bordaient les fortifications, comme il est possible de le voir sur les œuvres de Cornelis Anthonisz. Avec le Geldersekade (situé de l'autre côté de Nieuwmarkt) et le Singel, le Kloveniersburgwal formait le canal d'enceinte de la ville, jusqu'à la construction du « Nouveau Canal » (Nieuwe Gracht) devenu l'Oudeschans.
Pendant la Seconde Guerre mondiale, à partir de février 1941, le Kloveniersburgwal servit de frontière au quartier juif délimité par les nazis.
Le Compagnietheater est situé sur le Kloveniersburgwal, et l'Hôtel Doelen se trouve à son extrémité sud.